# Georgiana Freeman
Georgiana Freeman (* 24. März 1956) ist eine Leichtathletin aus dem westafrikanischen Staat Gambia, die sich auf die Kurzstrecke spezialisiert hat. Sie nahm an den Olympischen Spielen 1984 teil.

## Olympia 1984
Georgiana Freeman nahm bei den Olympischen Sommerspielen 1984 in Los Angeles an einem Wettbewerb teil:
- Im Wettbewerb 4-mal-100-Meter-Staffel lief sie zusammen mit Jabou Jawo, Amie N'Dow und Victoria Decka. Freeman lief als Vierte der Staffel, die im Vorlauf mit 47,18 s Letzte wurde und sich damit nicht für das Finale qualifizieren konnte.

## Persönliche Bestzeiten
- 100-Meter: 12,0s (1984)